# Kampung Sennah
Kampung Sennah is een bestuurslaag in het regentschap Labuhan Batu van de provincie Noord-Sumatra, Indonesië. Kampung Sennah telt 5084 inwoners (volkstelling 2010).